# 中国共产党闽东地方委员会
中国共产党闽东地方委员会，简称中共闽东地委，是中国共产党于1947年至1949年间在福建省闽东地区建立的党支部机构，亦是中共闽东特委的继承机构，隶属于中共闽浙赣省委。阮英平是闽东地委的唯一一任书记。
闽东地委源自1947年3月成立的中共闽东城市工作委员会，9月闽东地委建立后城市工作委员会属之。1949年6月中国人民解放军攻入福建北部后，闽东地委改组为闽东工作委员会，直至闽东全境被中国共产党接管。:923

## 背景
1944年9月4日，中共中央发出《关于建立城市工作部门的指示》，要求地委以上各级党支部必须建立城市工作部。原管辖闽东地区的中共闽东特委在1945年8月特委书记张翼被调往闽北之后已经名存实亡，1947年2月，庄征在福州建立起闽浙赣区委城市工作部，3月，闽东地区建立起了以阮伯淇为书记的闽东城市工作委员会。:2107
4月9日，中共闽浙赣区委在古田县成功发动澄洋暴动，并建立起闽浙赣游击纵队。闽浙赣区委的武装得到一定发展后，区委书记曾镜冰去信中共中央，请求派驻军事干部指导当地工作。其后，中共中央华东局派遣原闽东军政委员会副主席、其时在华东前线任政委的阮英平赴福建指导工作。5月，抵达福建的阮英平与曾镜冰在福州会晤，开始筹建闽东地委。

## 历史沿革

### 建立地委
1947年7月，阮英平带领闽浙赣区委的城工部人员到闽东、闽北多地巡视，在古田地区建立了以李继藩为书记的古（田）罗（源）林（森）中心县委并策动岭里暴动，到宁德后又和黄垂明、阮伯淇等闽东地区中共党员取得了联系。在阮英平的带领下，闽东游击队通过攻打宁德的七都、虎贝、洋中、赤溪等乡，扩大了闽东各级中共组织的武装力量。在此基础上，中共闽浙赣区委组织部长左丰美于9月到宁德虎贝中洋里与阮英平、江作宇等人会合，召开会议宣布成立中共闽东地委，由阮英平担任地委书记。

### 国军的扼杀行动
地委成立后，闽浙赣游击纵队第二大队长余三江率余部到宁德，闽东地委在第二大队和地方游击队中抽调人员组建了教导队。此时，原城工部闽东工委宣传部长兼福安工委书记此时向政府自首，城工部工委被破坏。在省委指导下，闽东地委委派关平山重建闽东城市工作委员会，并把在福州的闽东籍地下党员组织关系全部转到闽东工委。
11月，国军向闽东中共控制区发动大举进攻，为切断共产党武装和村民的联系，政府采取移民并村的策略，并颁发身份证以清查户口。闽东地委经过考虑决定分头行动，江作宇率教导队赴宁古屏一带活动，阮英平、阮伯淇则留在宁德。其时，负责财政工作的地委成员周阿奎突然叛变，阮英平等人被出卖，闽东地委遭到严重破坏，又遭民团、保安队包围。12月下旬，阮英平通知江作宇、黄垂明率人到虎贝天湖山开会，决定集中力量突围，在几次战斗后成功消灭莒溪民团，黄垂明、余三江带领二大队赴古罗林活动，阮英平则与随行人员撤往梅坑村。

### 与省委失联
2月1日，阮英平和随行警卫员陈书琴赶往福州，打算向闽浙赣省委汇报当前局势，在途中二人遭遇国军搜山，阮英平和陈书琴失联，阮英平遂躲进北洋山的大窝村投宿，村民见他身上有很多财物，将其袭杀后抢夺走身上财物，草草埋尸并瓜分其财产。陈书琴单独到福州向曾镜冰汇报此事，曾镜冰立刻通知阮伯淇寻找阮英平的下落，却始终无果，随后省委怀疑党内的城工部组织已经被国民党策反，遂将省委的城工部干部庄征、李铁等逮捕杀害，又把陈书琴、阮伯淇等人隔离审查并实施逼供，迫使他们承认叛变后将他们集中处决，这起事件又很快扩大，闽浙赣省委在其辖境内处死了127名中共干部，开除了千余人的党籍。
由于先前闽东地委已经遭到了国军的破坏，主要领导人阮英平、阮伯淇先后死亡，加之闽浙赣清洗了城工部干部后，主动切断了与所有城工部党员的联络，闽东地委的城市工作部被解散，下级党员大部分被省委开除党籍并丧失和省委的联系，领导机构实际上停止运作，闽东地区的中国共产党组织仅剩下了武装游击队。后来，与上级失联的城市党员自行活动，在解放军攻入福建后仍以城工部的名义配合南下的解放军接管当地政权，但这些工作在后来均不被福建省委承认，直至1956年城工部事件平反。:21,247

### 闽东工作委员会
1949年6月，中国人民解放军进入闽北，闽浙赣省委并入在江苏成立的中共福建省委，其后闽东地区在闽东地委的基础上重新建立中共闽东工作委员会以协助解放军接管当地政权，陈邦兴任工委书记。9月，新成立的福建省人民政府划定行政区划，闽东地区被划定为第三专区（后改福安专区），闽东工委改组为中共福建省第三地方委员会。:923

## 组织机构

### 地方组织
闽东地委管辖古罗林中心县委和宁德、福安、周政屏（取周宁、政和、屏南各一字）等县委，其下辖的闽东城市工作委员会又辖有福安、宁德、霞浦、福鼎、罗源、周宁、寿宁、屏南等县的城工部组织。:923

### 委员组成
闽东地委的组成成员如下表：
| 职务       | 姓名   | 肖像 | 籍贯     | 生卒年份      | 任期                 | 备注                                          |
| ---------- | ------ | ---- | -------- | ------------- | -------------------- | --------------------------------------------- |
| 书记       | 阮英平 |      | 福建福安 | 1913年–1948年 | 1947年9月–1948年2月  | 1948年2月秘密前往福州途中被见财起意的农民杀死 |
| 第一副书记 | 江作宇 |      | 福建古田 | 1922年–1990年 | 1947年9月–1948年6月  |                                               |
| 副书记     | 阮伯淇 |      | 福建福安 | 1918年–1948年 | 1947年9月–1948年6月  | 城工部事件中被处决并开除党籍                  |
| 地委委员   | 黄垂明 |      | 福建宁德 | 1912年–1990年 | 1947年9月–1948年6月  |                                               |
| 地委委员   | 陈邦兴 |      | 福建政和 | 1918年–1974年 | 1947年9月–1948年6月  |                                               |
| 地委委员   | 李继藩 |      | 福建古田 | 1924年–1948年 |                      | 未能履职，1947年8月被捕，1948年9月被杀        |
| 地委委员   | 陈盛骙 |      | 福建闽侯 | 1926年–1947年 | 1947年9月–1947年12月 | 国军突袭闽东地委机关时战死                    |